# Conor McGregor
Conor Anthony McGregor, conegut simplement com a Conor McGregor (anglès: Conor Anthony McGregor)  (Crumlin, 14 de juliol de 1988), és un lluitador irlandès d'arts marcials mixtes que competeix en les categories de pes ploma, pes lleuger i ocasionalment en la de pes wélter d'Ultimate Fighting Championship. McGregor ha estat Campió de Pes Ploma i de Pes Lleuger de la UFC en una ocasió. Actualment, McGregor es troba en el lloc #6 en els rànquings oficials de pes lleuger i en la posició #15 en el rànquing oficial dels millors lliura-per-lliura de la UFC.
McGregor va ser el primer lluitador en la història de la UFC a ostentar títols en dues divisions diferents al mateix temps. Un d'aquests cinturons el va guanyar contra José Aldo en 13 segons, aconseguint d'aquesta manera el KO més ràpid en la història dels combats per un títol de UFC. El segon cinturó el va obtenir derrotant per Knockout a Eddie Alvarez en UFC 205. També es va convertir en campió de pes ploma i pes lleuger de manera simultània a la lliga britànica de MMA Cage Warriors .
El lluitador d'origen irlandès també ha competit en boxa en la categoria de pes lleuger. Va ser derrotat per Floyd Mayweather Jr. en el seu debut el 2017.

## Biografia
Conor Anthony McGregor va néixer el 14 de juliol de 1988 a Crumlin (Dublín), fill de Tony i Margaret McGregor. Es va criar a Crumlin, on va assistir a un Gaelscoil a primària i a una Gaelcholáiste a nivell de secundària, lloc en el qual va desenvolupar la seva passió per l'esport, especialment pel futbol. En la seva infantesa va jugar per al Lourdes Celtic Football Club. Amb 12 anys, va començar a practicar boxa al Crumlin Boxing Club.
El 2006, Conor es va mudar amb la seva família a Lucan (Dublín), on va cursar l'educació secundària en el Gaelcholáiste Colaiste Cois Life, etapa en què també va obtenir coneixements sobre fontaneria. Ja a Lucan, va conèixer al futur lluitador Tom Egan, i van començar a entrenar arts marcials mixtes junts.

## Carrera amateur en les arts marcials mixtes
El 7 de febrer de 2007, amb 18 anys, va debutar en les arts marcials mixtes contra Kieran Campbell per la promotora Irish Ring of Truth a Dublín. Va guanyar per nocaut tècnic (TKO) en la primera ronda. Més tard aquella mateixa nit es va convertir en professional en signar amb la promotora Irish Cage of Truth. El 2008 McGregor va començar a entrenar al gimnàs Straight Blast Gym (SBG) a Dublín sota la supervisió de John Kavanagh.

## Carrera professional en les arts marcials mixtes

### Començaments (2008-2013)
El 9 de març de 2008, McGregor va tenir el seu primer combat professional en pes lleuger, derrotant a Gary Morris per nocaut tècnic en la segona ronda. Després de la seva segona victòria contra Mo Taylor, va debutar en pes ploma perdent per submissió contra Artemij Sitenkov. Després d'una victòria en el pes ploma davant d'Stephen Bailey. McGregor va començar a considerar una trajectòria professional diferent, però la seva mare va contactar amb el seu entrenador John Kavanagh per revitalitzar-lo per continuar amb les arts marcials mixtes.
McGregor va guanyar el seu següent combat, també en pes ploma contra Connor Dillon, abans de tornar al pes lleuger per a enfrontar-se a Joseph Duffy, on va obtenir la seva segona derrota com a professional.
Durant el 2011 i 2012, va assolir una ratxa consecutiva de vuit victòries, durant aquest període va guanyar els campionats de pes ploma i pes lleuger de la CWFC, convertint-lo en el primer lluitador professional d'arts marcials mixtes en tenir dos títols de diferents divisions de pes simultàniament.
El febrer de 2013, el president de la UFC Dana White va fer un viatge a Dublín per rebre una medalla d'or del Patronat Honorari del Trinity College i allà va rebre una gran quantitat de sol·licituds perquè fitxés a McGregor. Dana va conéixer-lo i després va reunir-se amb el gerent general de la UFC Lorenzo Fertitta. Tot va acabar quan Dana va oferir-li un contracte a McGregor diversos dies després.

### UFC (Ultimate Fighting Championship)
Al febrer de 2013, la UFC anunciava que Conor McGregor passava a formar part de la seva plantilla de lluitadors en signar el contracte vinculant. Era el segon lluitador irlandès a entrar a la UFC (el primer va ser el seu company d'entrenament Tom Egan).
Va debutar a la UFC el 6 d'abril de 2013 contra Marcus Brimage durant l'esdeveniment UFC on Fuel TV 9. Conor va guanyar el combat en el primer assalt per KO tècnic, aconseguint a més el premi al KO de la Nit.
El 17 d'agost de 2013, va enforntar-se a Max Holloway en l'esdeveniment <i>UFC Fight Night 26</i>. Va guanyar el combat per decisió unànime. Una ressonància magnètica posterior va revelar que s'havia estripat el lligament anterior creuat durant el combat, i que requeria cirurgia, mantenint-lo així fora d'acció durant un període de deu mesos.
En el seu tercer combat en la UFC el 19 de juliol de 2014, s'enfrontava al brasiler Diego Brandão en el combat estel·lar de la nit de l'esdeveniment <i>UFC Fight Night 46</i>. McGregor va guanyar-lo per KO tècnic en la primera ronda, dominant clarament el combat i obtenint el premi a l'Actuació de la Nit.
Posteriorment Conor s'enfrontà a Dennis Siver en el combat estel·lar el 18 de gener de 2015, en l'esdeveniment UFC Fight Night 59. McGregor va tornar a oferir un espectacle i una demostració d'autèntic talent i superioritat davant un lluitador del TOP 10. L'àrbitre va parar el combat en el segon assalt, guanyant així un altre combat per la via del KO tècnic. Conor va tornar a obtenir el premi a l'Actuació de la Nit. Dies abans de l'esdeveniment, Dana White va anunciar que si McGregor aconseguia vèncer a Siver, s'hauria guanyat l'oportunitat de lluitar pel campionat de pes ploma, cinturó que aleshores ostentava el brasiler José Aldo.
L'11 de juliol de 2015, McGregor va combatre contra Txad Mendes en l'esdeveniment PPV UFC 189 pel campionat interí de pes ploma. McGregor va patir durant el combat a causa de la capacitat per a la lluita en el terra de Mendes, però va acabar guanyant una vegada més per KO tècnic en el segon assalt, aconseguint així el campionat interí i el premi a l'Actuació de la Nit.

#### Campionat de pes ploma
Conor McGregor va tindre el seu primer combat per un títol de la UFC contra el brasiler José Aldo per la unificació del cinturó de pes ploma programada com l'acte estel·lar de l'esdeveniment UFC 194. McGregor va deixar en xoc al món en derrotar el seu oponent d'un sol ganxo d'esquerra als 13 segons, conquerint així el campionat i el premi a l'Actuació de la Nit, a més de quedar gravat en els llibres d'història com el combat per cinturó més ràpid en la història de la UFC.

#### Debut a wèlter i combats contra Nate Diaz
El 5 de març de 2016, va lluitar contra Nate Diaz en l'esdeveniment UFC 196, debutant així en la categoria de pes wélter. Va perdre el seu primer combat a la UFC, sent derrotat per submissió en el segon assalt. Després de l'esdeveniment, tots dos lluitadors van ser premiats el reconeixement al Combat de la Nit.
La revenja contra Nate Díaz es va programar pel 9 de juliol, per l'esdeveniment UFC 200. No obstant això, el 19 d'abril, la UFC va anunciar que Conor seria sancionat i retirat de l'esdeveniment per incompliment dels compromisos mediàtics relacionats amb el combat. Finalment la revenja entre McGregor i Díaz es va pactar el mes següent com l'acte principal de l'esdeveniment UFC 202. McGregor va guanyar el combat per decisió majoritària. La lluita va ser distingida amb el premi del Combat de la Nit. L'esdeveniment va superar el rècord del de UFC 100 pel que fa a nombre d'abonats per PPV, arribant a la xifra d'1.650.000.

#### Polèmica
El 19 d'abril de 2016, McGregor anunciava la seva retirada a través del seu compte de Twitter. No obstant això, als dos dies es contradeia en el seu compte de Facebook anunciant tot el contrari.

#### Campionat de pes lleuger
Mcgregor a la recerca de ser el primer lluitador en poseir dos títols en diferents categories de la UFC al mateix temps s'enfrontava a Eddie Alvarez en l'UFC 205 pel cinturó de Pes Lleuger. En el segon assalt (minut 3 i 4 segons) d'un xut amb l'esquerra s'imposa com a guanyador, sent premiat amb l'acte de la nit.

### Retorn a la UFC
El 3 d'agost de 2018, es va anunciar el retorn de McGregor a la UFC i es va confirmar que s'enfrontaria al rus Khabib Nurmagomedov per recuperar el títol de pes lleuger. El combat va tenir lloc al T-Mobile de Las Vegas el 6 d'octubre del mateix any. Després de dos anys sense trepitjar el ring, no va ser capaç d'enfrontar-se en igualtat de condicions contra el rus, el combat va durar quatre assalts acabant amb Khabib sotmetent a McGregor amb una clau de coll.

### Polèmica després del combat
Instants després que McGregor es rendís, Nurmagomedov va respondre als insults i les provocacions rebudes per un dels membres del grup de McGregor des de la graderia, saltant el rus de la gàbia evadint a la seguretat i iniciant una acalorada i accidentada baralla.

### Presumpte retirada i retorn
El 26 de març de 2019 tornava a anunciar la seva retirada oficial de l'esport per mitjà de Twitter.
Després d'un any llarg allunyat dels combats, McGregor va tornar enfrontant-se a Donald Cerrone en un combat de pes wélter en la UFC 246 el 18 de gener de 2020. Va guanyar el combat per nocaut als 40 segons en la primera ronda. Aquesta victòria va convertir a McGregor en l'únic lluitador en noquejar als seus oponents en les divisions de pes ploma, pes lleuger i pes wélter.

## Combat de boxa contra Floyd Mayweather Jr.
Després del seu èxit en la UFC, Conor va deixar caure el 2016 les seves intencions de participar en un combat de boxa professional contra el campió mundial Floyd Mayweather Jr, llavors retirat de l'activitat esportiva. El president de la UFC, Dana White, va desmentir en el seu moment qualsevol rumor sobre el possible combat, ja que McGregor estava sota contracte amb Zuffa, LLC, la companyia propietària de la UFC, fent "impossible" la programació d'aquest combat.
El 7 de març de 2017, Mayweather demanava a McGregor «signar el contracte» i «fer que passi», argumentant que «si Conor McGregor realment vol que aquest combat es dugui a terme, ha de deixar de vendre fum a tothom». Mayweather declarà que només un combat amb McGregor el faria sortir de la jubilació. El 16 de març de 2017, Dana White semblava haver canviat la seva opinió respecte a oficialitzar el combat i afirmaria que no privarà McGregor de la suculenta bossa que generaria un combat entre una estrella de les MMA i una altra del boxa.
Finalment, el 18 de maig d'aquell any, McGregor va accedir al que li plantejava Mayweather i acabava signant el contracte del combat, en el qual estaria en joc el cinturó Money Belt, presentat pel Consell Mundial de Boxa (CMB).
Conor va perdre el combat per knockout tècnic (TKO) en el desè round dels 12 pactats. L'irlandès acaba portant-se al seu compte bancari un total de 100 milions de dòlars incloent guanys extraesportius del combat, una xifra que mai podria assolir en una lluita d'arts marcials mixtes.

## Vida personal
McGregor té dues germanes, anomenades Erin i Aoife. Ha estat en una relació amb la seva nòvia Dee Devlin des del 2008. El seu primer fill, Conor Jack McGregor Jr., va néixer el 5 de maig de 2017, i el seu segon fill va néixer el 4 de gener de 2019.
McGregor entrena seguit en el Mjölnir Gym a Reykjavík amb el seu company i també lluitador d'UFC Gunnar Nelson. Ha declarat que no s'adhereix a cap ritual o superstició abans d'un combat perquè creu que és "una forma de por".

## Campionats i assoliments
| - Ultimate Fighting Championship - Campeón de Peso Pluma (un cop) - Campeón de Peso Ligero (un cop) - Campeón Interino de Peso Pluma (un cop) - Primer peleador en ser campeón de dos divisiones simultáneamente en la UFC - Actuación de la Noche (set cops) - KO de la Noche (un cop) - Pelea de la Noche (dos cops) - Finalización más rápida en un combate por el título (0:13) vs. José Aldo en UFC 194 - Mayor número de nócauts en la división de peso pluma (sis) - Portada del videojuego EA Sports UFC 2 (con Ronda Rousey) - Portada del videojuego EA Sports UFC 3 - Cage Warriors Fighting Championship - Campeón de peso ligero (un cop) - Campeón de peso pluma (un cop) - Único campeón de dos divisiones simultáneamente en Cage Warriors - World MMA Awards - Lluitador Internacional de l'Any (2014) - Lluitador Internacional de l'Any (2015) - Lluitador de l'Any (2015) - Severe MMA - Lluitador Irlandès de l'Any (2014) - Lluitador Irlandès de l'Any (2015) - Lluitador de l'Any (2015) - Sherdog - Lluitador mès Progressat de l'Any (2014) - Esdeveniment de l'Any (2015, UFC 194) - KO de l'Any (2015) vs. José Aldo en UFC 194 - Lluitador de l'Any (2015) - TheMMACommunity - Lluitador Masculí de l'Any (2015) - Combat Press - Lluitador de progrés méss ràpid de l'Any (2014) - Esdeveniment de l'Any (2015, UFC 189) - Lluitador de l'Any (2015) | - Bleacher Report - Lluitador de l'Any (2015) - MMA Mania - Esdeveniment de l'Any (2015, UFC 189) - Lluitador de l'Any (2015) - MMA Fighting - Esdeveniment de l'Any (2015, UFC 189) - Lluitador de l'Any (2015) - MMA Junkie - KO del Mes (desembre, 2015) - Lluitador de l'Any (2015) - MMAInsider.net - Revelació en UFC (2013) - Wrestling Observer Newsletter - Millor en Entrevistes (2015) - Feu de l'Any (2015) - Lluitador més Destacat (2015) |

## Registre professional

### Arts Marcials Mixtes
| 22 victòries (19 nocauts), 6 derrotes (2 nocauts) |          |                     |                               |                                           |                         |       |       |                         | |
| Resultat                                          | Registre | Oponent             | Mètode                        | Esdeveniment                              | Data                    | Ronda | Temps | Ubicació                | Notes |
| Derrota                                           | 22–6     | Dustin Poirier      | TKO (decisió mèdica)          | UFC 264                                   | 10 de juliol de 2021    | 1     | 5:00  | Las Vegas, Nevada       | |
| Derrota                                           | 22–5     | Dustin Poirier      | TKO (cops)                    | UFC 257                                   | 23 de gener de 2021     | 2     | 2:32  | Abu Dhabi               | |
| Victòria                                          | 22–4     | Donald Cerrone      | TKO (patada al cap i cops)    | UFC 246                                   | 18 de gener de 2020     | 1     | 0:40  | Paradise, Nevada        | Lluita de la Nit. |
| Derrota                                           | 21–4     | Khabib Nurmagomedov | Sumisión (neck crank)         | UFC 229                                   | 6 d'octubre de 2018     | 4     | 3:03  | Paradise, Nevada        | Pel Campionat de Pes Lleuger de la UFC. |
| Victòria                                          | 21–3     | Eddie Alvarez       | TKO (cops)                    | UFC 205                                   | 12 de noviembre de 2016 | 2     | 3:04  | New York City, New York | Va guanyar el Campionat de Pes Lleuger de UFC; Actuació de la Nit; Retorn pes lleuger.                                                     |
| Victòria                                          | 20–3     | Nate Diaz           | Decisión (mayoritaria)        | UFC 202                                   | 20 d'agosto de 2016     | 5     | 5:00  | Las Vegas, Nevada       | Lluita de la Nit. |
| Derrota                                           | 19–3     | Nate Diaz           | Sumisión (rear naked choke)   | UFC 196                                   | 5 de març de 2016       | 2     | 4:12  | Las Vegas, Nevada       | Lluita de la Nit; Debut pes wèlter. |
| Victòria                                          | 19–2     | José Aldo           | KO (cop)                      | UFC 194                                   | 12 de desembre de 2015  | 1     | 0:13  | Las Vegas, Nevada       | Va guanyar i unificar el Campionat de Pes Ploma de la UFC; Actuació de la Nit; Nocaut més ràpid en lluita pel títol en la història de UFC. |
| Victòria                                          | 18–2     | Chad Mendes         | TKO (cops)                    | UFC 189                                   | 11 de juliol de 2015    | 2     | 4:57  | Las Vegas, Nevada       | Va guanyar el Campionat Interí de Pes Ploma de la UFC; Actuació de la Nit.                                                                 |
| Victòria                                          | 17–2     | Dennis Siver        | TKO (cops)                    | UFC Fight Night: McGregor vs. Siver       | 18 de gener de 2015     | 2     | 1:54  | Boston, Massachusetts   | Lluita de la Nit. |
| Victòria                                          | 16–2     | Dustin Poirier      | TKO (cop de colze i cops)     | UFC 178                                   | 27 de setembre de 2014  | 1     | 1:46  | Las Vegas, Nevada       | Lluita de la Nit. |
| Victòria                                          | 15–2     | Diego Brandão       | TKO (cops)                    | UFC Fight Night: McGregor vs. Brandão     | 19 de juliol de 2014    | 1     | 4:05  | Dublín                  | Lluita de la Nit. |
| Victòria                                          | 14–2     | Max Holloway        | Decisión (unànime)            | UFC Fight Night: Shogun vs. Sonnen        | 17 d'agost de 2013      | 3     | 5:00  | Boston, Massachusetts   | |
| Victòria                                          | 13–2     | Marcus Brimage      | TKO (cops)                    | UFC on Fuel TV: Mousasi vs. Latifi        | 6 d'abril de 2013       | 1     | 1:07  | Estocolm                | KO de la Noche; Retorno Peso Pluma. |
| Victòria                                          | 12–2     | Ivan Buchinger      | KO (cop)                      | Cage Warriors 51                          | 31 de desembre de 2012  | 1     | 3:40  | Dublín                  | Va guanyar el Campionat de Pes Lleuger de Cage Warriors; Retorn pes lleuger.                                                               |
| Victòria                                          | 11–2     | Dave Hill           | Sumisión (rear naked choke)   | Cage Warriors 47                          | 2 de juny de 2012       | 2     | 4:10  | Dublín                  | Va guanyar el Campionat de Pes Pluma de Cage Warriors.                                                                                     |
| Victòria                                          | 10–2     | Steve O'Keefe       | KO (cop de colze)             | Cage Warriors 45                          | 18 de febrer de 2012    | 1     | 1:33  | Kentish Town            | |
| Victòria                                          | 9–2      | Aaron Jahnsen       | TKO (cops)                    | Cage Warriors: Fight Night 2              | 8 de setembre de 2011   | 1     | 3:29  | Amman                   | Combat pes lleuger. |
| Victòria                                          | 8–2      | Artur Sowinski      | TKO (cops)                    | Celtic Gladiator 2: Clash of the Giants   | 11 de juny de 2011      | 2     | 1:12  | Port Laoise             | |
| Victòria                                          | 7–2      | Paddy Doherty       | KO (cop)                      | Immortal FC 4                             | 16 d'abril de 2011      | 1     | 0:04  | Letterkenny             | |
| Victòria                                          | 6–2      | Mike Wood           | KO (cops)                     | Cage Contender 8: Fields vs. Redmond      | 12 de març de 2011      | 1     | 0:16  | Dublín                  | |
| Victòria                                          | 5–2      | Hugh Brady          | TKO (cops)                    | Chaos FC 8                                | 12 de febrer de 2011    | 1     | 2:31  | Derry                   | |
| Derrota                                           | 4–2      | Joe Duffy           | Sumisión (arm-triangle choke) | Cage Warriors 39                          | 27 de novembre de 2010  | 1     | 0:38  | Cork                    | Combat pes lleuger. |
| Victòria                                          | 4–1      | Connor Dillon       | TKO (parada de l'equip)       | Chaos FC 7                                | 9 d'octubre de 2010     | 1     | 4:22  | Derry                   | |
| Victòria                                          | 3–1      | Stephen Bailey      | TKO (cops)                    | K.O. The Fight Before Christmas           | 12 de desembre de 2008  | 1     | 1:22  | Dublín                  | |
| Derrota                                           | 2–1      | Artemij Sitenkov    | Sumisión (kneebar)            | Cage of Truth 3                           | 28 de juny de 2008      | 1     | 1:10  | Dublín                  | Debut pes ploma. |
| Victòria                                          | 2–0      | Mo Taylor           | TKO (cops)                    | Cage Rage Contenders: Ireland vs. Belgium | 3 de maig de 2008       | 1     | 1:06  | Dublín                  | |
| Victòria                                          | 1–0      | Gary Morris         | TKO (cops)                    | Cage of Truth 2                           | 9 de març de 2008       | 2     | 0:08  | Dublín                  | Debut MMA. |

### Boxa
| 0 Victòries; 1 Derrota (1 TKO) |          |                       |            |                                         |                    |         |       |                  |                 |                                                         |
| Resultat                       | Registre | Oponent               | Mètode     | Esdeveniment                            | Data               | Ronda   | Temps | Localització     | Divisió         | Notes                                                   |
| Derrota                        | 0-1      | Floyd Mayweather, Jr. | TKO (cops) | Floyd Mayweather Jr. vs. Conor McGregor | 26 d'agost de 2017 | 10 (12) | 01:05 | Paradise, Nevada | Pes superwèlter | Debut Boxa; Debut pes superwèlter ; Pel WBC Money Belt. |